# El Montcau

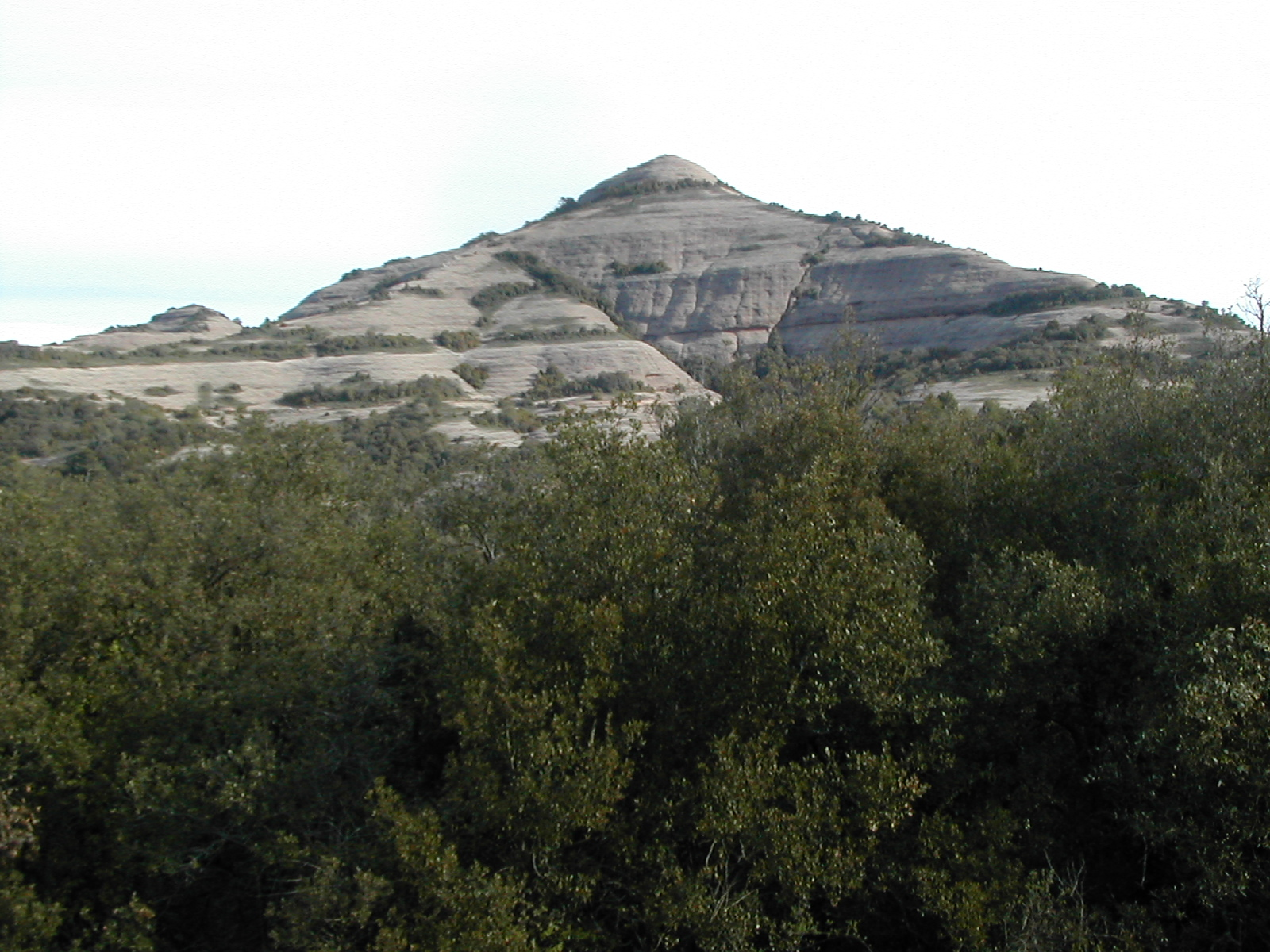
El Montcau en Sant Llorenç del Munt

El Montcau (del latín “Monte calvo”, con el significado de montaña pelada) es una cima de la cordillera Prelitoral, situado en la provincia de Barcelona (España), entre Tarrasa y Manresa, con una altura de 1056,8 m. Se engloba en el parque natural de San Lorenzo del Munt y del Obac. Es una de las principales cimas del macizo de San Lorenzo del Munt. Su cara oeste presenta excelentes vistas sobre la plana de Manresa y el macizo de Montserrat, mientras que su cara noreste se orienta hacia la localidad de San Lorenzo Savall y el macizo del Montseny.
Su cima es rocosa, con escasa vegetación agrupada en manchas e hileras, y con forma piramidal.
En el aspecto hidrológico, se encuentra en las divisorias de las cuencas del Llobregat y del Besós. En su cara sur nace la riera de las Arenas.
Es una elevación muy característica por su forma triangular, y con gran tradición en el excursionismo familiar. En la parte superior existe una mesa de orientación que indica las cimas y sierras que lo rodean. En días claros es posible ver los Pirineos.
El acceso se realiza desde el Coll de Estenalles, en la carretera de Tarrasa a Navarclés, donde existen varios aparcamientos y el centro de interpretación del Parque. A partir de allí se continua caminando por una pista, primero con fuerte pendiente, luego más suave, que nos lleva hasta el Coll de Eres, desde el cual se accede a la cima.